# Mordellistena confinis
Mordellistena confinis es una especie de coleóptero de la familia Mordellidae.

## Distribución geográfica
Habita en Europa.